# Hedy West
Hedy West, född 6 april 1938 i Cartersville i Georgia, död 3 juli 2005, var en amerikansk folksångare och låtskrivare. Hon är bland annat känd för sången "500 Miles", som även spelats in av grupper som The Kingston Trio, Peter, Paul and Mary and The Hooters.

## Fotnoter
1. 1 2  SNAC, SNAC Ark-ID: w6wb42tf, läs online, läst: 9 oktober 2017.[källa från Wikidata]
2. ↑  Gemeinsame Normdatei, läst: 31 december 2014.[källa från Wikidata]